# Coastal Management Research Centre
Coastal Management Research Centre, COMREC är ett forskningscentrum vid Södertörns högskola som bedriver forskning kring förvaltningen av kustnära områden.